# شمع‌کوب (روش آمیزش جنسی)
شمع‌کوب (به انگلیسی: Piledriver) یکی از روش‌های آمیزش جنسی است. این تکنیک در کشتی کج نیز وجود دارد که برگرفته از حرکت رو به پایین دستگاه شمع‌کوب نام‌گذاری شده‌است، که ضربه‌های عظیم بیشماری را بر روی یک تکیه‌گاه بزرگ فونداسیون وارد می‌کند و با هر ضربه آن را به آرامی در زمین دفن می‌کند. گفته می‌شود که این تکنیک توسط وایلد بیل لانگسون ابداع شده‌است.
پوزیشن جنسی شمع‌کوب یک روش منحصربه‌فرد است که می‌تواند نفوذ به واژن یا مقعد را عمیق‌تر و آگاهانه‌تر کند. گرچه «عمیق‌تر» لزوماً به معنی «بهتر» نیست. چرا که شناخته‌شده‌ترین مراکز لذت داخلی - نقطه جی و پروستات - فقط چند اینچ در داخل بدن قرار دارند. با این حال، نفوذ عمیق واژنی به فرد اجازه می‌دهد تا نقطه A را تحریک کند، منطقه‌ای شهوت‌خیز بین مثانه و دهانه رحم در «پشت» واژن، و همچنین خود دهانه رحم، که برخی از زنان واقعاً از آن لذت می‌برند. قرار گرفتن در پوزیشن جنسی شمع‌کوب برای همه ممکن یا ایمن نیست. پیش از انجام این حرکت، مطمئن شوید که شریک جنسیِ گیرنده می‌تواند به راحتی این موقعیت را حفظ کند.
پوزیشن شمع‌کوب را می‌توان هم برای آمیزش جنسی واژنی و هم برای آمیزش جنسی مقعدی استفاده کرد. لازم نیست شریک جنسی حتماً یک مرد و یک زن باشند، بلکه می‌توانند دو مرد همجنس‌گرا نیز باشند.

## شیوهٔ اجرا

### روش اول
شریک جنسیِ گیرنده به پشت (طاق‌باز) روی زمین یا روی تخت دراز می‌کشد و سپس پاهای خود را روی سر خم می‌کند، حالتی شبیه به حالت یوگا هالاسانا، به طوری که نشیمنگاه از زمین یا تخت جدا شده و در نهایت به سمت بالا اشاره می‌کند (اگر فرد در جایی دراز بکشد و کمر را روی آن قرار دهد، مانند بالش، حفظ این وضعیت راحت تر است) در همین حال شریک جنسیِ واردکننده ایستاده است و آلت مردانه یا جسم دیگری (دیلدو) را به سمت پایین وارد واژن یا مقعد شریک جنسی می‌کند، و تا زمانی که بتواند کاملاً به او دخول کند بدن و آلت جنسی خود را به سمت پایین می‌آورد. معمولاً قسمت جلوی بدن مرد در جهت سر زن قرار می‌گیرد تا در حین آمیزش جنسی، دو طرف با یکدیگر رابطه چشمی برقرار کنند.

### روش دوم
می‌توان از پوزیشن میله در حالی که مرد ایستاده و پشتش به صورت زن است نیز استفاده کرد. در این روش، بهتر است شریک جنسیِ گیرنده روی زمین در کنار تخت بخوابد و از تخت برای حمایت از کمر خود استفاده کند. شریک جنسیِ واردکننده لبه تخت می‌نشیند، بنابراین در هنگام فشار دادن چیزی برای تحمل وزن بدن خود دارند. این کار مانع از کشش بیش از حد کمر توسط شریک جنسیِ گیرنده می‌شود و در صورت خستگی یا افتادن به شریک جنسیِ گیرنده مکانی برای نشستن ارائه می‌دهد. همچنین شریک جنسیِ گیرنده می‌تواند با دستان خود از پشت خود حمایت کند.

## معایب
پوزیشن شمع‌کوب در واقع یک فانتزی جنسی برای افراد با تجربه است که دارای تمایلات جنسی خاصی هستند، زیرا انجام این پوزشین برای هر دو شریک جنسی که می‌خواهند به این روش آمیزش جنسی داشته باشند، سخت است. مخصوصاً چون شریک جنسیِ گیرنده به شدت خم و تنفس‌اش محدود شده‌است و فشار زیادی دریافت می‌کند، شمع‌کوب برای وی پوزیشن بسیار سخت‌تری است.
برای مردان، این پوزیشن مستلزم استفاده گسترده از ماهیچه‌های پای او است که می‌تواند در دوره‌های طولانی مدت چالش‌برانگیز باشد.
اگر شریک جنسی گیرنده کمردرد، گردن درد یا سابقه صدمه به ستون فقرات دارد و اگر شریک جنسی واردکننده زانوهای ناپایدار، کمردرد یا ضعف در عضله چهارسر ران دارد، بهتر است شمع‌کوب را از لیست علاقه‌مندی‌های خود حذف کنید.